# 科普兰-埃尔德什常数
克柏蘭-艾狄胥常數（英語：Copeland–Erdős constant）是將十進制下的質數依序排出，前面再加上"0."後所得的常數，其數值為
0.235711131719232931374143… （OEIS數列A033308）.
此常數是無理數，可以由狄利克雷定理或伯特蘭-切比雪夫定理證明:113。
依類似的證明方式，用所有符合等差数列dn + a的質數（其中a和d及10都互質，例如例如4n + 1或8n + 1形式的質數）加"0."後所得的常數都是無理數。
在十進位下，克柏蘭-艾狄胥常數是正规数，這是由亚瑟·赫伯特·克柏蘭及保羅·艾狄胥在1946年所證明的，這也是此常數名稱的由來。
此常數可以由下式計算而得
{\displaystyle \displaystyle \sum _{n=1}^{\infty }p_{n}10^{-\left(n+\sum _{k=1}^{n}\lfloor \log _{10}{p_{k}}\rfloor \right)}}
其中pn是第n個質數。
其連分數為[0; 4, 4, 8, 16, 18, 5, 1, …] (A030168)。

## 相關常數
在任意b位制下，以下的常數
{\displaystyle \displaystyle \sum _{n=1}^{\infty }b^{-p_{n}},\,}
在b位制下可以寫做0.0110101000101000101…b
其中若n為質數，第n位就是1
此數字為無理數:112

## 外部連結
- 埃里克·韦斯坦因. . MathWorld.